# Múscul de l'estrep
El múscul de l'estrep o múscul estapedial (musculus stapellos), és el múscul esquelètic més petit en el cos humà. Fa poc més d'un mil·límetre de longitud, i la seva funció fonamental és estabilitzar l'os més petit del cos, l'estrep.
El múscul de l'estrep emergeix d'un forat en forma de punts en l'àpex de l'eminència piramidal, una prominència buida, en forma de con, que es troba en la paret posterior de la caixa timpànica. S'insereix en el coll de l'estrep. :863 Està innervat pel nervi de l'estrep, una branca del nervi facial.:863
El múscul de l'estrep esmorteeix les vibracions de l'estrep estirant el coll d'aquest os.:863 D'aquesta manera, s'evita l'excés de moviment de l'os estrep, i ajuda a controlar l'amplitud de les ones sonores que arriben a l'orella interna provinents de l'entorn. El múscul de l'estrep esmorteeix la capacitat de la vibració de l'estrep i protegeix l'orella interna d'un elevat nivell de soroll, sobretot el volum de la pròpia veu.
Aquest múscul, en els mamífers, ha evolucionat a partir d'un múscul anomenat depressor de la mandíbula, present en altres tetràpodes. La seva funció era obrir les mandíbules, funció que en els mamífers ha quedat assumida pel múscul digàstric. El depressor de la mandíbula va sorgir de l'elevador de l'opercle dels peixos ossis, i és equivalent a l'epihioideà dels taurons. Igual que l'estrep, tots aquests músculs deriven de l'arc hioideu i estan innervats per nervi cranial VII.